# Rauli Pudas
Rauli Pudas (Finlandia, 13 de septiembre de 1954) es un atleta finlandés retirado especializado en la prueba de salto con pértiga, en la que consiguió ser medallista de bronce europeo en 1978.

## Carrera deportiva
En el Campeonato Europeo de Atletismo de 1978 ganó la medalla de bronce en el salto con pértiga, con un salto por encima de 5.45 metros, siendo superado por el soviético Vladimir Trofimenko (oro con 5.55 m) y su compatriota finlandés Antti Kalliomäki (plata con 5.50 m).